# Remigija Nazarovienė
Remigija Nazarovienė (dekliški priimek Sablovskaitė), litovska atletinja, * 2. junij 1967, Ašhabad, Sovjetska zveza.
Nastopila je na poletnih olimpijskih igrah v letih 1988, 1992 in 1996, leta 1988 je osvojila peto mesto v sedmeroboju. Na svetovnih prvenstvih je osvojila bronasto medaljo v isti disciplini leta 1997.